# Jerónimo Emiliani
El título Jerónimo Emiliani puede referirse a Jerónimo Emiliano (escritor mexicano)

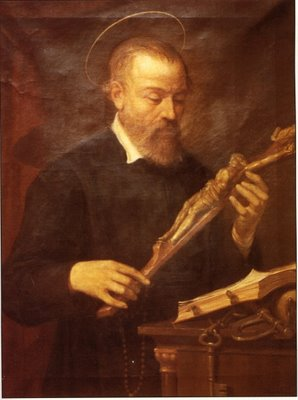
Retrato de san Jerónimo Emiliani por Daniele Crespi (1620)

Jerónimo Emiliani (en italianoː Girolamo Emiliani) (Venecia, 1486-Somasca, 1537), fue un religioso veneciano, fundador de la Orden de los Clérigos Regulares de Somasca. Fue declarado por el papa Pio XI Patrón universal de los huérfanos y de la juventud abandonada. Es venerado como santo por la Iglesia católica, el 8 de febrero.

## Biografía
Hijo de  Eleonora Morosini y de Ángelo Emiliani, senador de la República de Venecia, fue el menor de cuatro hermanos. Antes de morir, sus padres le enseñaron cómo orar para que el día que ellos murieran él no se sintiera solo. Quedó huérfano de padre a los diez años.

### Carrera pública y militar
En 1506, ingresó a la carrera pública como correspondía a los jóvenes nobles venecianos. Luchó durante en la guerra (1508-1510) contra la liga de Cambrai y, en 1511, fue nombrado alcalde regente de Castelnuovo di Quero sul Piave en sustitución de su hermano Lucas Emiliani, herido en una batalla.
La fortaleza de Castelnuovo di Quero cayó al ser asediada por los franceses y Jerónimo resultó prisionero. Permaneció cautivo alrededor de un mes, hasta que logró escapar de la prisión. Llegó a Treviso donde relató lo que le había ocurrido. Jerónimo atribuyó su liberación a una intervención especial de la Virgen María. Según su relato, la imagen de la Virgen le entregó las llaves de las cadenas que lo apresaban, y lo condujo salvo detrás de las líneas enemigas sin ser visto. La Iglesia católica considera como verdaderas estas apariciones.
En 1516, luego de firmarse la paz, Jerónimo regresó a Castelnuovo di Quero y ahí permaneció como alcalde hasta que, a la muerte de su hermano Lucas en 1524, regresó a Venecia donde se hizo cargo de la viuda de su hermano y de sus cuatro hijos, abandonando su carrera militar y política.

### Vida de servicio
En 1527, conoció a San Cayetano (quien en 1522 había fundado en Venecia el Ospedale degli Incurabili, un hospital para enfermos incurables), Gian Pietro Carafa (proclamado papa Paulo IV en 1555) y otros de los primeros miembros de la Orden de los Teatinos. Le fue encomendada la dirección del hospital de Bersaglio; además alquiló un taller en las cercanías de San Basilio donde enseñaba a trabajar la lana a huérfanos y pobres.
Tras una gran epidemia en 1531, Jerónimo contrajo fiebre hemorrágica de la cual se recuperó. Fue el momento decisivo para dedicarse al servicio de los pobres y enfermos: vendió todas sus propiedades, renunció a su rango y, vistiendo las ropas de los penitentes, se mudó a San Basilio, al asilo de los huérfanos.

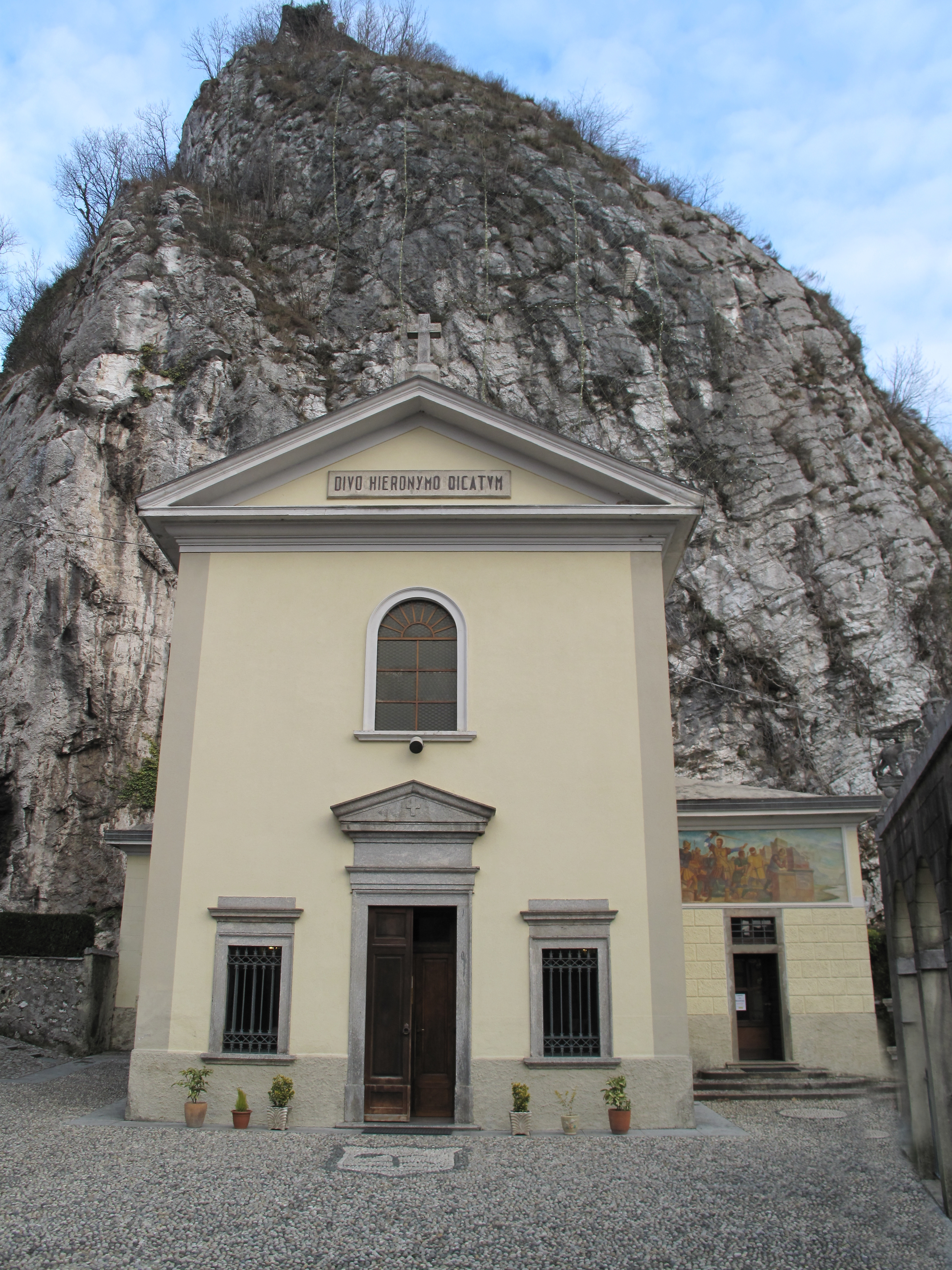
Capilla de San Jerónimo Emiliani en Somasca

En 1532, marchó a Bérgamo donde, en anexos del hospital de la Magdalena, improvisó estancias para recoger huérfanos, atendidos por una organización de laicos. En los alrededores de San Michele Pozzo Bianco fundó una casa para huérfanas, así como una casa para prostitutas rehabilitadas.  Ahí se le unieron sus primeros discípulos, los nobles sacerdotes Alejandro Besozzi y Agustín Barili.
En 1533, pidió permiso al obispo para trasladarse con 35 de sus huérfanos a Milán donde, con apoyo financiero de los nobles entre los que se contaba el duque Francisco Sforza, le fue entregada una casa anexa al Hospital Mayor para establecerse con los huérfanos. Estableció la Compañía de Huérfanos de San Martín y, en mayo de 1534, se trasladó a Pavía, Brescia, Como y Bérgamo, instituyendo en cada una de estas ciudades obras asistenciales para los huérfanos.
En Pavía se unieron a su causa sus primos Angiolmarco y Vincenzo Gambarana y decidió establecerse en el pequeño pueblo de Somasca en donde fundó un orfanato, un taller y un seminario. En 1534, se fundó la congregación llamada Compañía de Siervos de los Pobres, que luego tomaría el nombre de Congregación Somasca por el lugar de su establecimiento.
Tras una nueva epidemia, contrajo la peste el 4 de febrero de 1537, y murió el 8 de febrero de 1537 en Somasca. Su cuerpo fue enterrado en la capilla de San Bartolomé.

## Canonización
Fue beatificado por Benedicto XIV el 23 de abril de 1747 y canonizado el 12 de octubre de 1767 por Clemente XIII. Su fiesta se celebraba el  20 de julio, pero, por la reforma del Concilio Vaticano II se celebra el día de su muerte el 8 de febrero.